# ながら条例
ながら条例（ながらじょうれい）とは職員団体の役員が給与を受けながら、職員団体のために活動を行うことができる範囲を定める条例の通称である。正式名称は、「職員団体のための職員の行為の制限の特例に関する条例」である。

## 概要
地方公務員の勤務時間内の職員団体の活動は、職員の職務専念義務が課せられている地方公務員法第35条に違反する。ただし、同法第55条第8項の規定では、「適法な交渉」については勤務時間内に行うことができると定めている。
自治省は1966年に、条例準則を定め、地方公務員が給与を受けながら、職員団体のために活動を行うことができる範囲を地方公共団体に通知した。それによると以下の3つについては、職務専念義務を免除することができるとした。
1. 地方公務員法第55条第8項の規定に基づき、適法な交渉を行う場合
2. 休日及び休日の代休日（特に勤務を命じられた場合を除く）
3. 年次有給休暇ならびに休職の期間

この準則どおりの条例を定めた地方公共団体が多かったが、一部の地方公共団体では「適法な交渉を行う場合」のほかに「準備行為」を認めることを定めていたところがあった。しかし、この「準備行為」が交渉に直結しない職員団体の大会や執行委員会などにも適用されていたことや、職務専念義務免除の申請や管理が徹底されていなかったことが「準備行為」を認めていたことの問題点であったとされる。このため、労組専従として活動していながら、地方公務員法第55条の2に定められた「在籍専従の許可」の手続きをとらないばかりか、在籍専従の許可を受けた者であれば、「ノーワーク・ノーペイ」の原則どおりその給与が支給されないにもかかわらず、この原則に反して不公正にも給与の支給を受けるといった「ヤミ専従」の温床となっていた。しかし、総務省がこの問題を調査し、地方公共団体への指導を強めており、準則どおりの内容とする改正が進んだ。